# HopTop Brewery
A HopTop Brewery budapesti kisüzemi kézműves sörfőzde. 2015 őszén alakult, alapítója Ali Rawech Szami.

## Történet
Négy kisüzemi hazai sörfőzde összefogásának eredménye a Főzdepark, amely 2016 nyarán nyitott meg az egykori Fővárosi Serfőző Rt. helyén napjainkban működő ipari parkban. A HopTop egyike a négy kisüzemi kraft sörfőzdének, akik a Főzdeparkban kezdtek dolgozni, és hozzájárultak a kraft sör fogalmának meghatározásához.
2016-ban bronzérmet nyert a Midnight Express nevű sörük a nürnbergi European Beer Star nemzetközi versenyén.

## Söreik
Söreik inkább különlegességek, klasszikus világos lager típusú sörük nincs. Üzemük energiatakarékos, három üstös főzdéjük alsó- és felsőerjesztésű sörök készítésére is használható.
- Double Check
- Green Zone
- Midnight Express
- Sunset
- Uluru